# Černá v Pošumaví

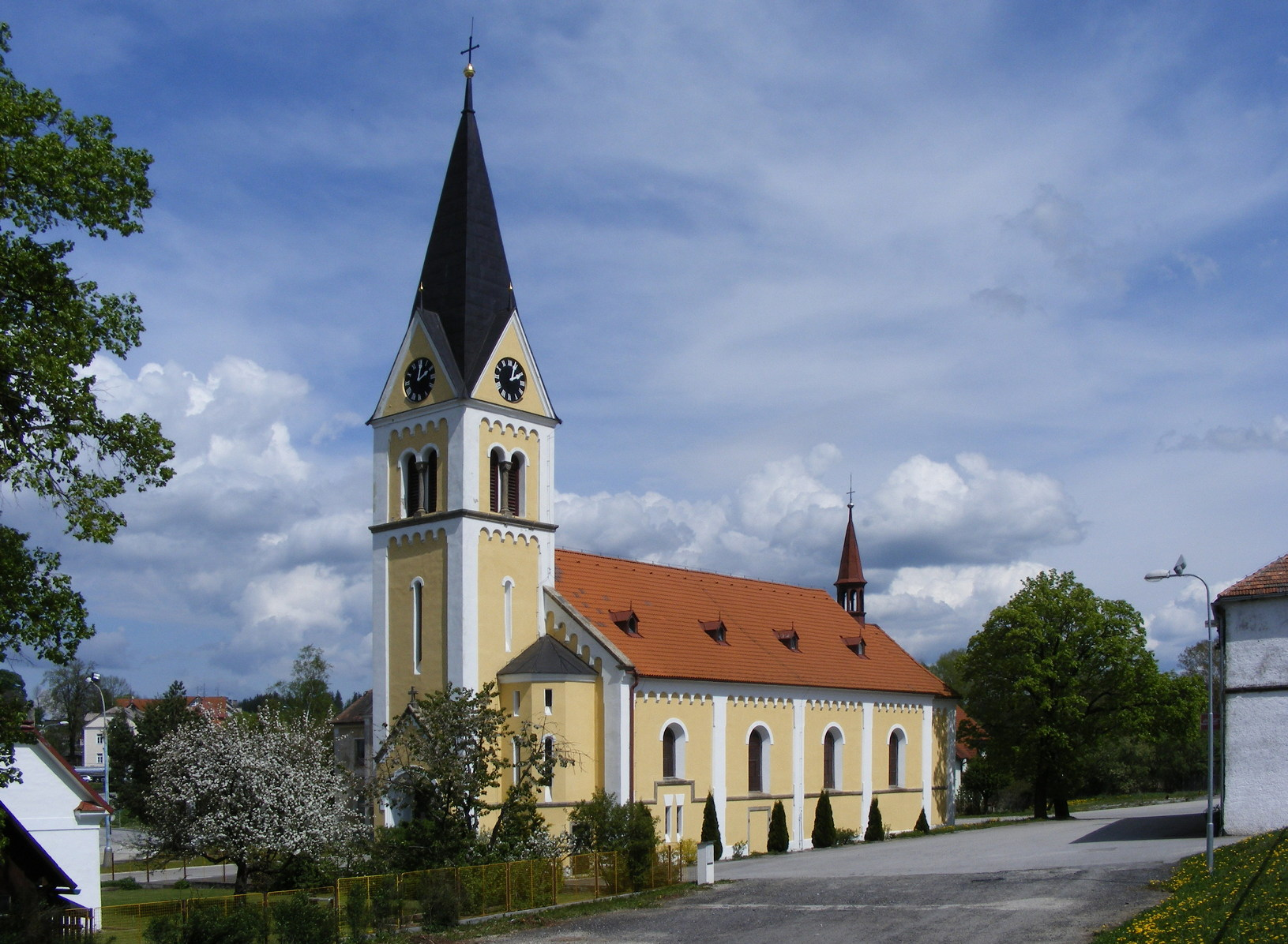
Kościół w centrum wsi

Wykres przedstawiający zmianę liczby mieszkańców od 1860 roku

Černá v Pošumaví (niem. Schwarzbach) – wieś gminna w Czechach, w kraju południowoczeskim, w powiecie Český Krumlov. Położona jest nad jeziorem Lipno, na skraju Szumawy.

## Historia
Pierwsza wzmianka o miejscowości pochodzi z marca 1268 - dokument Przemysła Ottokara II wspomina wieś Natschernerece (Na černé řece), co świadczy, że zamieszkiwali ją Słowianie. Początkowo leżała w dobrach klasztoru Zlatá Koruna, ale w 1420 został on zniszczony przez husytów i tereny te znalazły się w granicach państwa Oldřicha z Rožmberka. W 1568 w miejscowości wybudowano browar. Ostatni z rodu Rožmberków, Petr Vok, sprzedał wieś cesarzowi Rudolfowi w 1600. W rękach monarchów z rodu Habsburgów okolica była tylko 22 lata, potem sprzedali ją rodowi Eggenbergów, a po ich wymarciu, gospodarzyli tutaj Schwarzenbergowie. Ci ostatni w 1812 otwarli w miejscowości kopalnię grafitu.
Po zniesieniu pańszczyzny w 1848 powstała samodzielna gmina Schwarzbach oraz inne, które obecnie wchodzą w skład gminy Černá v Pošumaví - Bližná (Eggetschlag), Muckov (Mugrau), Dolní Vltavice (Unterwuldau, od 1918 Untermoldau; od 1648 miała prawa miejskie, z prawem targowym i własnym herbem), Plánička (Planles), Bednáře (Emmern) i Kyselov (Sarau).
Chociaż początkowo tereny te zamieszkiwali Słowianie, w kolejnych wiekach następowała powolna germanizacja i w 1648 w miejscowości nie było już nikogo, kto mówiłby po czesku. W 1918, po upadku Austro-Węgier miejscowa ludność nie uznała nowo utworzonej Czechosłowacji i utrzymywała kontakt z władzami austriackimi w Linzu. Sytuację tę zmieniło dopiero wkroczenie na ten teren czechosłowackiego wojska.
W okresie międzywojennym nastroje antyczeskie były wśród miejscowych Niemców nadal silne - w latach 30. największy wpływ uzyskała Sudetendeutsche Partei Konrada Henleina. W 1938 włączono gminę włączono w granice III Rzeszy. 6 maja 1945 wkroczyły tutaj jednostki armii amerykańskiej - doszło wówczas do wymiany ognia z Volksturmem, w wyniku czego uszkodzony został kościół.
Po II wojnie światowej ludność niemiecką wypędzono - w wyniku tego liczba mieszkańców spadła z 2442 w 1930 roku do 711 w 1950 roku i nie odzyskała już swojej dawnej świetności. Podczas budowy zbiornika Lipno w latach 50. XX wieku zatopiono część osady Dolní Vltavice - całe centrum wraz z kościołem parafialnym św. Linharta.
Obecnie gmina, z racji położenia nad zbiornikiem Lipno oraz bliskości gór Szumawy, pełni funkcję centrum turystycznego.

### Nazwy miejscowości na przestrzeni lat
- 1268 Natschernerece (Na černé řece)
- 1284 Nachirnie
- 1483 Czerna
- 1530 Schwarczpach
- 1654 Sswarczbach
- 1720 Schwartzbach
- 1841 Schwarzbach

## Podział administracyjny gminy
W skład gminy wchodzą następujące miejscowości:
- Černá v Pošumaví
- Bližná
- Dolní Vltavice
- Mokrá
- Muckov
- Plánička

## Obiekty zabytkowe
- kościół Niepokalanego Poczęcia Maryi Panny, wybudowany w 1797 roku na miejscu drewnianej kaplicy; w latach 1901-1904 przebudowano go w stylu neoromańskich i dobudowano wieżę,
- rzeźba św. Jana Nepomucena
- dworzec kolejowy
- budynek szkoły z 1883,
- pomnik mieszkańców, poległych w czasie I wojny światowej.